# Doniaga
Doniaga (fryz. Dunegea) – wieś położona w północnej Holandii, we Fryzji, w gminie De Fryske Marren. Do 2014 roku wieś znajdowała się na obszarze gminy Scharsterland. W 2023 roku miejscowość liczyła 85 mieszkańców.
Wieś po raz pierwszy wzmiankowana w 1448 roku jako Doyenga.